# Lijst van rijksmonumenten in Tilburg (plaats)
De stad Tilburg telt 266 inschrijvingen in het rijksmonumentenregister. Bijgaande kaart toont enkel de monumenten met een Wikipedia-artikel. De tabel daaronder geeft wel een compleet overzicht.
| Object | Oorspronkelijke functie?                  | Bouwjaar                                                                      | Architect                                                                                  | Locatie                                 | Coördinaten?                  | Nr.?   | Afbeelding |
| --- | ----------------------------------------- | ----------------------------------------------------------------------------- | ------------------------------------------------------------------------------------------ | --------------------------------------- | ----------------------------- | ------ | --- |
| Sint-Dionysiuskerk of Heikese kerk | Kerk en kerkonderdeel                     | 1827-1829                                                                     | F.W. Conrad en W. Backx                                                                    | Stadhuisplein 6                         | 51° 33' 17" NB, 5° 5' 7" OL   | 34389  | Meer afbeeldingen |
| Pastorie H. Dionysius | Woonhuis                                  | vroeg 19e eeuw                                                                |                                                                                            | Bisschop Zwijsenstraat 3                | 51° 33' 14" NB, 5° 5' 8" OL   | 35692  | Meer afbeeldingen |
| Herenhuis in italianiserende classicistische trant | Woonhuis                                  | 19e eeuw                                                                      |                                                                                            | Bisschop Zwijsenstraat 5                | 51° 33' 13" NB, 5° 5' 8" OL   | 35693  | Meer afbeeldingen |
| Hek met gemetselde hekpijlers, waarop 14 gietijzeren heiligenbeelden in neogotische stijl                                                                              | Begraafplaats en -onderdl                 | 1896                                                                          | Jos. Donders                                                                               | Bij Noordhoekring 99                    | 51° 33' 22" NB, 5° 4' 36" OL  | 35694  | Meer afbeeldingen |
| Boerderij met rieten wolfdak, gepleisterde voorgevel, waarin twee vensters met luiken en 16-ruitsschuiframen en vlechtingen in de zijgevels                            | Boerderij                                 | 18e eeuw                                                                      |                                                                                            | Bokhamerstraat 13                       | 51° 33' 52" NB, 5° 3' 51" OL  | 35695  | Boerderij met rieten wolfdak, gepleisterde voorgevel, waarin twee vensters met luiken en 16-ruitsschuiframen en vlechtingen in de zijgevels                            |
| Wevershuis met gepleisterde voorgevel, waarin vensters met negen- en zes-ruitsschuiframen                                                                              | Woonhuis                                  | 18e eeuw                                                                      |                                                                                            | Bokhamerstraat 33                       | 51° 33' 50" NB, 5° 3' 49" OL  | 35696  | Meer afbeeldingen |
| Wevershuis onder pannen zadeldak tussen puntgevels | Woonhuis                                  | 19e eeuw                                                                      |                                                                                            | Bokhamerstraat 43                       | 51° 33' 49" NB, 5° 3' 47" OL  | 35697  | Wevershuis onder pannen zadeldak tussen puntgevels |
| Wevershuisje onder pannen zadeldak | Woonhuis                                  | 19e eeuw                                                                      |                                                                                            | Bokhamerstraat 51                       | 51° 33' 49" NB, 5° 3' 46" OL  | 35698  | Wevershuisje onder pannen zadeldak |
| Wevershuisje met gepleisterde gevels en pannen zadeldak tussen puntgevels                                                                                              | Woonhuis                                  | 19e eeuw                                                                      |                                                                                            | Bokhamerstraat 42                       | 51° 33' 50" NB, 5° 3' 51" OL  | 35699  | Wevershuisje met gepleisterde gevels en pannen zadeldak tussen puntgevels                                                                                              |
| Hasseltse kapel | Kapel                                     | 15e eeuw                                                                      |                                                                                            | Hasseltplein 7                          | 51° 34' 34" NB, 5° 3' 52" OL  | 35700  | Meer afbeeldingen |
| Vrijstaand wevershuisje onder zadeldak tussen puntgevels | Woonhuis                                  | eerste helft 19e eeuw                                                         |                                                                                            | Hasseltplein 37                         | 51° 34' 35" NB, 5° 3' 53" OL  | 35701  | Vrijstaand wevershuisje onder zadeldak tussen puntgevels |
| Wevershuisje, begane-grond onder zadeldak | Woonhuis                                  | eerste helft 19e eeuw                                                         |                                                                                            | Hasseltplein 40                         | 51° 34' 35" NB, 5° 3' 52" OL  | 35702  | Meer afbeeldingen |
| Wevershuisje, begane-grond onder zadeldak | Woonhuis                                  | eerste helft 19e eeuw                                                         |                                                                                            | Hasseltplein 38                         | 51° 34' 35" NB, 5° 3' 52" OL  | 35703  | Meer afbeeldingen |
| Wevershuisje, begane-grond onder zadeldak | Woonhuis                                  | eerste helft 19e eeuw                                                         |                                                                                            | Hasseltplein 40                         | 51° 34' 35" NB, 5° 3' 52" OL  | 35704  | Wevershuisje, begane-grond onder zadeldak |
| Woonhuis met leerlooierij | Bedrijfs-, fabriekswoning                 | voor 1737                                                                     |                                                                                            | Hasseltplein 44                         | 51° 34' 36" NB, 5° 3' 50" OL  | 35705  | Meer afbeeldingen |
| Huisje zonder verdieping onder pannen zadeldak, links tegen een puntgevel gebouwd                                                                                      | Woonhuis                                  | voor 1737                                                                     |                                                                                            | Hasseltstraat 182                       | 51° 34' 18" NB, 5° 4' 24" OL  | 35706  | Meer afbeeldingen |
| Huisje zonder verdieping onder zadeldak | Woonhuis                                  | voor 1737                                                                     |                                                                                            | Hasseltstraat 184                       | 51° 34' 18" NB, 5° 4' 24" OL  | 35707  | Meer afbeeldingen |
| Huisje zonder verdieping onder zadeldak | Woonhuis                                  | voor 1737                                                                     |                                                                                            | Hasseltstraat 186                       | 51° 34' 18" NB, 5° 4' 24" OL  | 35708  | Meer afbeeldingen |
| Huisje zonder verdieping onder zadeldak | Woonhuis                                  | voor 1737                                                                     |                                                                                            | Hasseltstraat 188                       | 51° 34' 18" NB, 5° 4' 24" OL  | 35709  | Meer afbeeldingen |
| Huisje zonder verdieping onder zadeldak | Woonhuis                                  | voor 1737                                                                     |                                                                                            | Hasseltstraat 190                       | 51° 34' 18" NB, 5° 4' 24" OL  | 35710  | Meer afbeeldingen |
| Kasteelhoeve, Brabantse langgevelboerderij | Boerderij                                 | voor 1737                                                                     |                                                                                            | Hasseltstraat 256                       | 51° 34' 9" NB, 5° 4' 28" OL   | 35711  | Meer afbeeldingen |
| Pauluskerk | Kerk en kerkonderdeel                     | 1822-1823                                                                     |                                                                                            | Heuvelstraat 141                        | 51° 33' 19" NB, 5° 4' 56" OL  | 35712  | Meer afbeeldingen |
| St. Jozef (Heuvelkerk) | Kerk en kerkonderdeel                     | 1889                                                                          | H.J. van Tulder                                                                            | Heuvelring 122                          | 51° 33' 28" NB, 5° 5' 28" OL  | 35713  | Meer afbeeldingen |
| Pand zonder verdieping onder met pannen gedekt zadeldak | Woonhuis                                  | ca. 1860                                                                      |                                                                                            | St. Josephstraat 131                    | 51° 33' 24" NB, 5° 5' 45" OL  | 35714  | Meer afbeeldingen |
| Duvelhok | Industrie                                 | midden 19e eeuw                                                               |                                                                                            | St. Josephstraat 133                    | 51° 33' 25" NB, 5° 5' 43" OL  | 35715  | Meer afbeeldingen |
| Blokvormig pand met verdieping onder met leien gedekt omlopend schilddak met hoekschoorstenen                                                                          | Woonhuis                                  | laat 19e eeuw                                                                 |                                                                                            | St. Josephstraat 135                    | 51° 33' 25" NB, 5° 5' 41" OL  | 35716  | Meer afbeeldingen |
| Eclectisch, in schoonwerk opgetrokken, blokvormig pand met verdieping onder met pannen gedekt omlopend schilddak                                                       | Woonhuis                                  | 1875                                                                          |                                                                                            | St. Josephstraat 137                    | 51° 33' 25" NB, 5° 5' 40" OL  | 35717  | Meer afbeeldingen |
| Frabrikantenvilla: eclectisch, in schoonwerk opgetrokken, blokvormig pand met verdieping onder met pannen gedekt omlopend schilddak met hoekschoorstenen               | Woonhuis                                  | ca. 1870                                                                      |                                                                                            | St. Josephstraat 122                    | 51° 33' 22" NB, 5° 5' 45" OL  | 35718  | Meer afbeeldingen |
| Gedeelte van het voormalig fabriekscomplex van de textielfabriek Van den Bergh Krabbendam, oorspronkelijk Lancierskazerne                                              | Industrie                                 | 1842                                                                          |                                                                                            | St. Josephstraat 126                    | 51° 33' 23" NB, 5° 5' 41" OL  | 35719  | Meer afbeeldingen |
| 'Koningshoeve' | Woonhuis                                  | midden 19e eeuw (hek)                                                         |                                                                                            | Koningshoeven 30                        | 51° 32' 59" NB, 5° 6' 48" OL  | 35720  | 'Koningshoeve' |
| Twee boerderijen onder een rieten wolfsdak, rechts tegen puntgevel | Boerderij                                 | ca. 1800                                                                      |                                                                                            | Moerstraat 7                            | 51° 35' 41" NB, 5° 5' 48" OL  | 35721  | Meer afbeeldingen |
| Villa De vier jaargetijden | Woonhuis                                  | derde kwart 19e eeuw                                                          |                                                                                            | Noordstraat 36                          | 51° 33' 33" NB, 5° 4' 49" OL  | 35722  | Meer afbeeldingen |
| Brabantse langgevelboerderij onder met riet en pannen gedekt wolfsdak                                                                                                  | Boerderij                                 | 18e eeuw                                                                      |                                                                                            | Oud Lovenstraat 2                       | 51° 34' 2" NB, 5° 7' 2" OL    | 35723  | Meer afbeeldingen |
| Bakhuisje | Woonhuis                                  | 19e eeuw                                                                      |                                                                                            | Oud Lovenstraat 2A                      | 51° 34' 3" NB, 5° 7' 1" OL    | 35724  | Meer afbeeldingen |
| Tongerlose hoeve, voormalige boerderij van de abdij | Boerderij                                 | 17e eeuw                                                                      |                                                                                            | Reitse Hoevenstraat 129                 | 51° 34' 6" NB, 5° 3' 43" OL   | 35725  | Meer afbeeldingen |
| Boerderij "de Oliemeulen" | Industrie- en poldermolen                 | 17e eeuw eerste helft 19e eeuw (boerderij) 1930 (oostelijk gedeelte herbouwd) |                                                                                            | Reitse Hoevenstraat 30a                 | 51° 34' 14" NB, 5° 3' 44" OL  | 35726  | Meer afbeeldingen |
| Langgerekt bedrijfspand | Nijverheid                                | eerste helft 19e eeuw (huidige vorm)                                          |                                                                                            | Reitse Hoevenstraat 30                  | 51° 34' 14" NB, 5° 3' 44" OL  | 35727  | Upload foto |
| Wevershuisje | Woonhuis                                  | tweede helft 19e eeuw                                                         |                                                                                            | Reitse Hoevenstraat 36                  | 51° 34' 7" NB, 5° 3' 46" OL   | 35728  | Wevershuisje |
| Wevershuisje | Woonhuis                                  | tweede helft 19e eeuw                                                         |                                                                                            | Reitse Hoevenstraat 38                  | 51° 34' 7" NB, 5° 3' 46" OL   | 35729  | Wevershuisje |
| Wevershuisje met gepleisterde gevel en pannen zadeldak | Woonhuis                                  | 19e eeuw                                                                      |                                                                                            | Reitse Hoevenstraat 40                  | 51° 34' 6" NB, 5° 3' 46" OL   | 35730  | Wevershuisje met gepleisterde gevel en pannen zadeldak |
| Wevershuisje met gepleisterde gevel en pannen zadeldak | Woonhuis                                  | 19e eeuw                                                                      |                                                                                            | Reitse Hoevenstraat 42                  | 51° 34' 6" NB, 5° 3' 46" OL   | 35731  | Upload foto |
| Wevershuisje onder Mansarde-vormig zadeldak | Woonhuis                                  | 19e eeuw                                                                      |                                                                                            | Reitse Hoevenstraat 44                  | 51° 34' 6" NB, 5° 3' 46" OL   | 35732  | Wevershuisje onder Mansarde-vormig zadeldak |
| Wevershuisje onder Mansarde-vormig zadeldak | Woonhuis                                  | 19e eeuw                                                                      |                                                                                            | Reitse Hoevenstraat 46                  | 51° 34' 6" NB, 5° 3' 46" OL   | 35733  | Wevershuisje onder Mansarde-vormig zadeldak |
| Gepleisterd wevershuisje van begane-grond met pannen zadeldak, dat links aansluit tegen een puntgevel                                                                  | Woonhuis                                  | eerste helft 19e eeuw                                                         |                                                                                            | Reitse Hoevenstraat 48                  | 51° 34' 6" NB, 5° 3' 46" OL   | 35734  | Gepleisterd wevershuisje van begane-grond met pannen zadeldak, dat links aansluit tegen een puntgevel                                                                  |
| Gepleisterd wevershuisje van begane-grond met pannen zadeldak | Woonhuis                                  | 19e eeuw                                                                      |                                                                                            | Reitse Hoevenstraat 50                  | 51° 34' 5" NB, 5° 3' 46" OL   | 35735  | Gepleisterd wevershuisje van begane-grond met pannen zadeldak |
| Wevershuisje van begane-grond met pannen zadeldak | Woonhuis                                  | 19e eeuw                                                                      |                                                                                            | Reitse Hoevenstraat 52                  | 51° 34' 5" NB, 5° 3' 46" OL   | 35736  | Wevershuisje van begane-grond met pannen zadeldak |
| Vrijstaand wevershuisje | Woonhuis                                  | `19e eeuw                                                                     |                                                                                            | Reitse Hoevenstraat 54                  | 51° 34' 5" NB, 5° 3' 46" OL   | 35737  | Vrijstaand wevershuisje |
| Wevershuisje bestaande uit begane-grond met pannen zadeldak | Woonhuis                                  | 19e eeuw                                                                      |                                                                                            | Reitse Hoevenstraat 56                  | 51° 34' 5" NB, 5° 3' 46" OL   | 35738  | Wevershuisje bestaande uit begane-grond met pannen zadeldak |
| Wevershuisje bestaande uit begane-grond met pannen zadeldak, dat rechts aansluit tegen een puntgevel met rollaag en links doorloopt over nr 56. Gepleisterde voorgevel | Woonhuis                                  | 19e eeuw                                                                      |                                                                                            | Reitse Hoevenstraat 58                  | 51° 34' 4" NB, 5° 3' 46" OL   | 35739  | Wevershuisje bestaande uit begane-grond met pannen zadeldak, dat rechts aansluit tegen een puntgevel met rollaag en links doorloopt over nr 56. Gepleisterde voorgevel |
| Wevershuisje bestaande uit begane-grond met pannen zadeldak | Woonhuis                                  | 19e eeuw                                                                      |                                                                                            | Reitse Hoevenstraat 60                  | 51° 34' 4" NB, 5° 3' 46" OL   | 35740  | Wevershuisje bestaande uit begane-grond met pannen zadeldak |
| Wevershuisje, onder pannen zadeldak, dat een geheel uitmaakt met dat over de belendende panden                                                                         | Woonhuis                                  | 19e eeuw                                                                      |                                                                                            | Reitse Hoevenstraat 62                  | 51° 34' 4" NB, 5° 3' 46" OL   | 35741  | Wevershuisje, onder pannen zadeldak, dat een geheel uitmaakt met dat over de belendende panden                                                                         |
| Wevershuisje met pannen zadeldak | Woonhuis                                  | 19e eeuw                                                                      |                                                                                            | Reitse Hoevenstraat 64                  | 51° 34' 3" NB, 5° 3' 46" OL   | 35742  | Wevershuisje met pannen zadeldak |
| Wevershuisje | Woonhuis                                  | 19e eeuw                                                                      |                                                                                            | Reitse Hoevenstraat 66                  | 51° 34' 3" NB, 5° 3' 46" OL   | 35743  | Wevershuisje |
| Hoeve van het brabantse langgeveltype | Boerderij                                 | begin 19e eeuw                                                                |                                                                                            | Rugdijk 5                               | 51° 35' 28" NB, 5° 5' 47" OL  | 35744  | Meer afbeeldingen |
| Paleis-Raadhuis | Bestuursgebouw en onderdl                 | 1847-1849                                                                     |                                                                                            | Willemsplein 1                          | 51° 33' 17" NB, 5° 5' 12" OL  | 35745  | Meer afbeeldingen |
| Voormalig fabriekscomplex | Boerderij                                 | eind 19e+begin 20e eeuw                                                       |                                                                                            | Goirkestraat 88                         | 51° 34' 15" NB, 5° 4' 50" OL  | 46925  | Meer afbeeldingen |
| Synagoge | Kerk en kerkonderdeel                     | 1873-1874                                                                     | J.B.P.E. Fremau                                                                            | Willem II Straat 20                     | 51° 33' 32" NB, 5° 5' 12" OL  | 500962 | Meer afbeeldingen |
| Sint-Antonius van Paduakerk (Hoefstraatkerk) | Kerk en kerkonderdeel                     | 1911-1913                                                                     | waarschijnlijk A.A.J. Margry                                                               | Hoefstraat 199                          | 51° 34' 11" NB, 5° 5' 29" OL  | 506119 | Meer afbeeldingen |
| AaBe-fabriek: productiehallen | Industrie                                 | 1930 (bouw) 1941 (uitbreiding)                                                | G. Forest                                                                                  | AaBe-straat 27                          | 51° 33' 9" NB, 5° 6' 21" OL   | 511178 | Meer afbeeldingen |
| AaBe-fabriek: ketelhuis | Industrie                                 | 1930                                                                          |                                                                                            | AaBe-straat 45                          | 51° 33' 4" NB, 5° 6' 12" OL   | 514157 | Meer afbeeldingen |
| AaBe-fabriek: schoorsteen | Industrie                                 | 1930                                                                          |                                                                                            | AaBe-straat 45                          | 51° 33' 4" NB, 5° 6' 12" OL   | 514158 | Meer afbeeldingen |
| Begraafplaats Binnenstad: Grafmonument van de familie Bourgonjon-Roeland                                                                                               | Begraafplaats en -onderdl                 | 1925                                                                          | G. Bourgonjon                                                                              | Bredaseweg 45                           | 51° 33' 22" NB, 5° 4' 36" OL  | 521015 | Meer afbeeldingen |
| Begraafplaats Binnenstad: Grafmonument van de familie Aelen | Begraafplaats en -onderdl                 | 1919                                                                          |                                                                                            | Bredaseweg 45                           | 51° 33' 22" NB, 5° 4' 36" OL  | 521016 | Meer afbeeldingen |
| Begraafplaats Binnenstad: Grafmonument van de familie De Charro | Begraafplaats en -onderdl                 | 1899                                                                          | V. Barette                                                                                 | Bredaseweg 45                           | 51° 33' 22" NB, 5° 4' 36" OL  | 521017 | Meer afbeeldingen |
| Begraafplaats Binnenstad: Grafmonument van Hendrik Bernard Beckers | Begraafplaats en -onderdl                 | 1852                                                                          |                                                                                            | Bredaseweg 45                           | 51° 33' 22" NB, 5° 4' 36" OL  | 521018 | Meer afbeeldingen |
| Begraafplaats Binnenstad: Grafmonument van de familie Pollet | Begraafplaats en -onderdl                 | 1895                                                                          | A.P. Schotel Gzn.                                                                          | Bredaseweg 45                           | 51° 33' 22" NB, 5° 4' 36" OL  | 521019 | Meer afbeeldingen |
| Begraafplaats Binnenstad: Grafkapel van de familie Bogaers | Begraafplaats en -onderdl                 | ca. 1901                                                                      | L. Petit                                                                                   | Bredaseweg 45                           | 51° 33' 20" NB, 5° 4' 40" OL  | 521020 | Meer afbeeldingen |
| Begraafplaats Binnenstad: Grafmonument van de familie Pessers-Daniëls                                                                                                  | Begraafplaats en -onderdl                 | 1926                                                                          | Theo van Delft                                                                             | Bredaseweg 45                           | 51° 33' 22" NB, 5° 4' 36" OL  | 521021 | Meer afbeeldingen |
| Begraafplaats Binnenstad: grafmonument voor Louis Mutsaers en Gerard Mutsaers                                                                                          | Begraafplaats en -onderdl                 | 1874                                                                          |                                                                                            | Bredaseweg 45                           | 51° 33' 22" NB, 5° 4' 36" OL  | 521022 | Meer afbeeldingen |
| Mariënhof | Woonhuis                                  | 1918                                                                          | J.W. Hanrath                                                                               | Bredaseweg 387                          | 51° 33' 29" NB, 5° 2' 52" OL  | 521024 | Meer afbeeldingen |
| Landschappelijke tuin 'Mariënhof' | Tuin, park en plantsoen                   | 1919                                                                          | L.A. Springer                                                                              | Bredaseweg bij 387                      | 51° 33' 30" NB, 5° 2' 53" OL  | 521025 | Upload foto |
| Strak vormgegeven woonhuis | Woonhuis                                  | 1936                                                                          | H.Th. Wijdeveld                                                                            | Bredaseweg 444                          | 51° 33' 26" NB, 5° 2' 46" OL  | 521027 | Strak vormgegeven woonhuis |
| Schuilkelder | Bomvrij militair object                   | 1942-1943                                                                     |                                                                                            | Bredaseweg bij 444                      | 51° 33' 26" NB, 5° 2' 46" OL  | 521028 | Upload foto |
| De Dongestroom: jachthuis | Tuin, park en plantsoen                   | 1880                                                                          |                                                                                            | Bredaseweg 600                          | 51° 33' 53" NB, 4° 59' 15" OL | 521030 | De Dongestroom: jachthuis |
| De Dongestroom: paardenstal | Boerderij                                 | 1880                                                                          |                                                                                            | Bredaseweg bij 600                      | 51° 33' 53" NB, 4° 59' 15" OL | 521031 | Upload foto |
| O.L.V. van Goede Raad (Broekhovense kerk) | Kerk en kerkonderdeel                     | 1913                                                                          | Jan van der Valk                                                                           | Broekhovenseweg 2                       | 51° 32' 57" NB, 5° 5' 20" OL  | 521033 | Meer afbeeldingen |
| R.K. pastorie van de kerk van O.L.Vr. Moeder van Goede Raad | Kerkelijke dienstwoning                   | 1913                                                                          | Jan van der Valk                                                                           | Broekhovenseweg 2                       | 51° 32' 56" NB, 5° 5' 19" OL  | 521034 | Meer afbeeldingen |
| Fraterhuis | Klooster, kloosteronderdeel               | 1894                                                                          | H. van den Abeelen                                                                         | Capucijnenstraat 76                     | 51° 33' 11" NB, 5° 4' 32" OL  | 521036 | Meer afbeeldingen |
| Internaat, in gebruik als steunpunt voor bejaarden | Onderwijs en wetenschap                   | 1894                                                                          |                                                                                            | Frater Mattheushof 1                    | 51° 33' 11" NB, 5° 4' 32" OL  | 521037 | Internaat, in gebruik als steunpunt voor bejaarden |
| School | Onderwijs en wetenschap                   | 1907                                                                          | W.J.A. Bouwman                                                                             | Dionysiusstraat 2                       | 51° 33' 31" NB, 5° 4' 33" OL  | 521039 | Meer afbeeldingen |
| Complex Dionysiusstraat: kapel | Kapel                                     | 1907                                                                          | W.J.A. Bouwman                                                                             | Elzenhof 139                            | 51° 33' 31" NB, 5° 4' 33" OL  | 521040 | Complex Dionysiusstraat: kapel |
| Peerke Donderskapel | Kapel                                     | 1923                                                                          | Jos. Donders                                                                               | Peerke Donderspark 1                    | 51° 35' 36" NB, 5° 5' 32" OL  | 521042 | Meer afbeeldingen |
| Peerke Dondersmonument | Tuin, park en plantsoen                   | 1933                                                                          | Karel Lücker                                                                               | Peerke Donderspark 1                    | 51° 35' 36" NB, 5° 5' 33" OL  | 521043 | Meer afbeeldingen |
| Sluizencomplex Dongensekanaaldijk: sluis III | Bedieningsgebouw                          | 1917                                                                          |                                                                                            | Bij Dongensekanaaldijk 7B               | 51° 34' 54" NB, 5° 2' 7" OL   | 521045 | Meer afbeeldingen |
| Sluizencomplex Dongensekanaaldijk: schakelhuis-pompstation | Nutsbedrijf                               | 1917                                                                          |                                                                                            | Bij Dongensekanaaldijk 7A               | 51° 34' 54" NB, 5° 2' 7" OL   | 521046 | Sluizencomplex Dongensekanaaldijk: schakelhuis-pompstation |
| Sluizencomplex Dongensekanaaldijk: spuisluis | Waterkering en -doorlaat                  | 1940                                                                          |                                                                                            | Bij Dongensekanaaldijk 7B               | 51° 34' 54" NB, 5° 2' 7" OL   | 521047 | Sluizencomplex Dongensekanaaldijk: spuisluis |
| Immanuelkerk | Kerk en kerkonderdeel                     | 1909-1910                                                                     |                                                                                            | Gasstraat 30                            | 51° 33' 50" NB, 5° 5' 18" OL  | 521049 | Meer afbeeldingen |
| Dienstwoning Immanuelkerk | Dienstwoning                              | 1909-1910                                                                     |                                                                                            | Gasstraat 32                            | 51° 33' 50" NB, 5° 5' 18" OL  | 521050 | Meer afbeeldingen |
| Sint Dionysiuskerk (Goirkese kerk) | Kerk en kerkonderdeel                     | 1835-1938                                                                     | H. Essen                                                                                   | Goirkestraat 68                         | 51° 34' 21" NB, 5° 4' 53" OL  | 521052 | Meer afbeeldingen |
| Complex H. Dionijsius: familiegraf | Begraafplaats en -onderdl                 | 1898                                                                          | A. de Beer                                                                                 | Goirkestraat 68                         | 51° 34' 22" NB, 5° 4' 57" OL  | 521053 | Upload foto |
| Complex H. Dionijsius: Grafmonument van Willy de Beer | Begraafplaats en -onderdl                 | 1924                                                                          | Firma L. Petit                                                                             | Goirkestraat 68                         | 51° 34' 22" NB, 5° 4' 55" OL  | 521054 | Upload foto |
| Complex H. Dionijsius: graf Theresia Mannaerts | Begraafplaats en -onderdl                 | 1901                                                                          | Firma L. Petit                                                                             | Goirkestraat 68                         | 51° 34' 21" NB, 5° 4' 56" OL  | 521055 | Upload foto |
| Herenhuis in Eclectische stijl | Woonhuis                                  | ca. 1890 (bouw) 1906 (verb.)                                                  | A.J. Blomjous                                                                              | Heuvelring 100                          | 51° 33' 31" NB, 5° 5' 28" OL  | 521057 | Herenhuis in Eclectische stijl |
| Heuvelring 100: Koetshuis | Bijgebouwen kastelen enz.                 | 1909                                                                          |                                                                                            | bij Heuvelring 100                      | 51° 33' 31" NB, 5° 5' 28" OL  | 521058 | Heuvelring 100: Koetshuis |
| Waterreinigingsinstallatie: Waterkelder | Nutsbedrijf                               | 1937                                                                          |                                                                                            | Hoevense Kanaaldijk 34                  | 51° 33' 27" NB, 5° 6' 53" OL  | 521060 | Waterreinigingsinstallatie: Waterkelder |
| Waterreinigingsinstallatie: bezinkbassin | Nutsbedrijf                               | 1936                                                                          |                                                                                            | bij Hoevense Kanaaldijk                 | 51° 33' 27" NB, 5° 6' 53" OL  | 521061 | Waterreinigingsinstallatie: bezinkbassin |
| Waterreinigingsinstallatie: nabezinkbak | Nutsbedrijf                               | 1927                                                                          |                                                                                            | bij Hoevense Kanaaldijk                 | 51° 33' 27" NB, 5° 6' 53" OL  | 521062 | Upload foto |
| Waterreinigingsinstallatie: pomp- en laboratoriumruimte | Nutsbedrijf                               | 1937                                                                          |                                                                                            | bij Hoevense Kanaaldijk                 | 51° 33' 27" NB, 5° 6' 53" OL  | 521063 | Waterreinigingsinstallatie: pomp- en laboratoriumruimte |
| Waterreinigingsinstallatie: watervoorziening | Nutsbedrijf                               | 1937                                                                          |                                                                                            | bij Hoevense Kanaaldijk                 | 51° 33' 27" NB, 5° 6' 53" OL  | 521064 | Upload foto |
| Waterreinigingsinstallatie: voorbeluchtingsbassin met de vetvanger | Nutsbedrijf                               | 1937                                                                          |                                                                                            | bij Hoevense Kanaaldijk                 | 51° 33' 27" NB, 5° 6' 53" OL  | 526121 | Upload foto |
| Waterreinigingsinstallatie: beluchtingstank | Nutsbedrijf                               | 1927                                                                          |                                                                                            | bij Hoevense Kanaaldijk                 | 51° 33' 27" NB, 5° 6' 53" OL  | 526123 | Upload foto |
| Waterreinigingsinstallatie: slibgemaal | Nutsbedrijf                               | 1937                                                                          |                                                                                            | bij Hoevense Kanaaldijk                 | 51° 33' 27" NB, 5° 6' 53" OL  | 526124 | Upload foto |
| Waterreinigingsinstallatie: transformatorhuisje | Nutsbedrijf                               | 1937                                                                          |                                                                                            | bij Hoevense Kanaaldijk                 | 51° 33' 27" NB, 5° 6' 53" OL  | 526125 | Upload foto |
| Langgevelboerderij | Boerderij                                 | 1871                                                                          |                                                                                            | St. Josephstraat 51                     | 51° 33' 21" NB, 5° 6' 9" OL   | 521066 | Langgevelboerderij |
| Bakhuis annex koetshuis | Boerderij                                 | 1871                                                                          |                                                                                            | bij St. Josephstraat 51                 | 51° 33' 20" NB, 5° 6' 8" OL   | 521067 | Meer afbeeldingen |
| Villa met Eclectische elementen | Woonhuis                                  | 1886                                                                          | J.B.P.E. Fremau                                                                            | Koningshoeven 20                        | 51° 32' 60" NB, 5° 6' 43" OL  | 521069 | Villa met Eclectische elementen |
| Vm. koetshuis met stallen, nu woonhuis | Bijgebouwen kastelen enz.                 | 1906                                                                          |                                                                                            | Koningshoeven 18                        | 51° 33' 1" NB, 5° 6' 42" OL   | 521070 | Upload foto |
| Sint Antonius van Paduakerk (Korvelse kerk) | Kerk en kerkonderdeel                     | 1923-1924                                                                     |                                                                                            | Korvelplein 184                         | 51° 32' 53" NB, 5° 4' 3" OL   | 521072 | Meer afbeeldingen |
| Pastorie | Kerkelijke dienstwoning                   | 1904                                                                          |                                                                                            | Korvelplein 182                         | 51° 32' 53" NB, 5° 4' 3" OL   | 521073 | Pastorie |
| Blok van vijf huizen met smederij | Woonhuis                                  | 1917 1980 (verb. of uitbr.)                                                   |                                                                                            | Korveldwarsstraat 3-13                  | 51° 33' 5" NB, 5° 4' 35" OL   | 521075 | Blok van vijf huizen met smederij |
| Winkel-woonhuizen | Werk-woonhuis                             | 1878                                                                          |                                                                                            | Korvelseweg 90-96                       | 51° 33' 5" NB, 5° 4' 35" OL   | 521076 | Winkel-woonhuizen |
| Capucijnenklooster | Klooster, kloosteronderdeeleel            | 1880-1882                                                                     | Broeder Valenus van Deurne (1880), Broeder Felix van Dennenburg (1937), A. Kohlmann (1983) | Korvelseweg 165                         | 51° 33' 7" NB, 5° 4' 25" OL   | 521078 | Meer afbeeldingen |
| Neo-barokke kerk verbonden aan het klooster | Kerk en kerkonderdeel                     | 1880-1882                                                                     | Broeder Valenus van Deurne                                                                 | Korvelseweg 165                         | 51° 33' 7" NB, 5° 4' 25" OL   | 521079 | Meer afbeeldingen |
| Werkhuizen met voorheen brouwerij | Klooster, kloosteronderdeeleel            | 1882                                                                          | Broeder Valenus van Deurne                                                                 | Korvelseweg 165                         | 51° 33' 7" NB, 5° 4' 25" OL   | 521080 | Meer afbeeldingen |
| Clarissenklooster | Klooster, kloosteronderdeeleel            | 1890                                                                          | A.G. de Beer                                                                               | Lange Nieuwstraat 191                   | 51° 33' 48" NB, 5° 4' 54" OL  | 521082 | Clarissenklooster |
| Clarissenkapel | Kapel                                     | 1890                                                                          | A.G. de Beer                                                                               | Lange Nieuwstraat 191                   | 51° 33' 48" NB, 5° 4' 54" OL  | 521083 | Meer afbeeldingen |
| Woonhuis | Woonhuis                                  | derde kwart 19e eeuw                                                          |                                                                                            | Nieuwlandstraat 7                       | 51° 33' 25" NB, 5° 4' 53" OL  | 521085 | Woonhuis |
| Koetshuis | Bijgebouwen kastelen enz.                 | 1850-1875                                                                     |                                                                                            | Nieuwlandstraat 7n                      | 51° 33' 25" NB, 5° 4' 52" OL  | 521086 | Koetshuis |
| Eclectisch herenhuis | Woonhuis                                  | 1901                                                                          |                                                                                            | Nieuwlandstraat 28a                     | 51° 33' 24" NB, 5° 4' 55" OL  | 521088 | Eclectisch herenhuis |
| Herenhuis met Kantoor | Woonhuis                                  | 1901                                                                          |                                                                                            | Nieuwlandstraat 30-32                   | 51° 33' 23" NB, 5° 4' 56" OL  | 521089 | Meer afbeeldingen |
| Complex Zusters van Liefde: oudste kern van het klooster "Het huis met de dertien celletjes"                                                                           | Klooster, kloosteronderdeeleel            | 1834                                                                          |                                                                                            | Oudedijk 1 (ingebouwd bouwdeel)         | 51° 33' 8" NB, 5° 5' 4" OL    | 521091 | Complex Zusters van Liefde: oudste kern van het klooster "Het huis met de dertien celletjes"                                                                           |
| Complex Zusters van Liefde: het klooster | Klooster, kloosteronderdeeleel            | 1890-1916                                                                     | W.Th. van Aalst en L. Goyaerts                                                             | Oudedijk 1-5                            | 51° 33' 8" NB, 5° 5' 4" OL    | 521092 | Complex Zusters van Liefde: het klooster |
| Complex Zusters van Liefde: St. Theresialyceum | Onderwijs en wetenschap                   | 1931                                                                          | Jos. Donders                                                                               | Oudedijk 9-35                           | 51° 33' 11" NB, 5° 4' 59" OL  | 521093 | Meer afbeeldingen |
| Gave langgevelboerderij | Boerderij                                 | 1912                                                                          | Jos. Donders                                                                               | Oude Hilvarenbeekseweg 38               | 51° 32' 27" NB, 5° 5' 58" OL  | 521095 | Gave langgevelboerderij |
| Vm. graan- en meelhandel in een Expressionistische bouwstijl | Industrie                                 | 1935                                                                          | Jos Schijvens                                                                              | Piushaven 1-01 t/m 1-03                 | 51° 33' 10" NB, 5° 5' 52" OL  | 521098 | Meer afbeeldingen |
| Dubbel woonhuis | Woonhuis                                  | 1935                                                                          | Jos Schijvens                                                                              | Lanciersstraat 73-75                    | 51° 33' 10" NB, 5° 5' 52" OL  | 521099 | Meer afbeeldingen |
| Kerk O.L.V. Onbevlekt Ontvangen | Kerk en kerkonderdeel                     | 1873                                                                          |                                                                                            | De Schans 121                           | 51° 35' 15" NB, 5° 5' 29" OL  | 521101 | Meer afbeeldingen |
| Pastorie | Kerkelijke dienstwoning                   | 1874                                                                          | H.J. van Tulder                                                                            | De Schans 121                           | 51° 35' 15" NB, 5° 5' 29" OL  | 521102 | Meer afbeeldingen |
| Klooster: vm. Sint-Leonardusgesticht | Klooster, kloosteronderdeeleel            | 1902                                                                          |                                                                                            | De Schans 123                           | 51° 35' 18" NB, 5° 5' 28" OL  | 521103 | Meer afbeeldingen |
| Schoolgebouw ('Bewaarschool der Parochie OLV. Onbevlekt Ontvangen') | Onderwijs en wetenschap                   | 1911                                                                          |                                                                                            | De Schans 124-131                       | 51° 35' 17" NB, 5° 5' 32" OL  | 521104 | Meer afbeeldingen |
| Patronaat Petrus Donders | Vergadering en vereniging                 | 1911                                                                          | Jos. Donders                                                                               | De Schans 32                            | 51° 35' 15" NB, 5° 5' 34" OL  | 521105 | Meer afbeeldingen |
| Woonhuis (bovenmeesterswoning) | Woonhuis                                  | 1873                                                                          |                                                                                            | De Schans 43                            | 51° 35' 13" NB, 5° 5' 33" OL  | 521106 | Meer afbeeldingen |
| Standbeeld van Maria Onbevlekt Ontvangen | Gedenkteken                               | 1924                                                                          | J. Custers                                                                                 | voor de Kerk op De Schans               | 51° 35' 16" NB, 5° 5' 20" OL  | 521107 | Meer afbeeldingen |
| Voormalig woonhuis annex bankgebouw in Eclectische stijl | Woonhuis                                  | 1883                                                                          | W.F.J.H. Bouman                                                                            | Stationsstraat 19                       | 51° 33' 33" NB, 5° 4' 56" OL  | 521109 | Meer afbeeldingen |
| Koetshuis | Bijgebouwen kastelen enz.                 | 1883                                                                          |                                                                                            | Fabriekstraat 1A, bij Stationsstraat 19 | 51° 33' 33" NB, 5° 4' 56" OL  | 521110 | Meer afbeeldingen |
| Sint-Theresiakerk: kerk | Kerk en kerkonderdeel                     | 1929                                                                          | Hendrik Willem Valk                                                                        | Theresiaplein 1                         | 51° 33' 56" NB, 5° 5' 3" OL   | 521112 | Meer afbeeldingen |
| Sint-Theresiakerk: pastorie | Kerkelijke dienstwoning                   | 1930                                                                          |                                                                                            | Theresiaplein 2                         | 51° 33' 56" NB, 5° 5' 3" OL   | 521113 | Meer afbeeldingen |
| Dubbel woonhuis | Woonhuis                                  | 1843                                                                          |                                                                                            | Wilhelminapark 34-35                    | 51° 33' 55" NB, 5° 4' 39" OL  | 521115 | Dubbel woonhuis |
| Schuur achter woonhuis Wilhelminapark 34 | Opslag                                    | 1850                                                                          |                                                                                            | Wilhelminapark 34                       | 51° 33' 55" NB, 5° 4' 39" OL  | 521116 | Upload foto |
| Kapel van het voormalige klooster van de zusters van de visitatie | Kapel                                     | 1875-1900                                                                     |                                                                                            | Bisschop Zwijsenstraat 7                | 51° 33' 12" NB, 5° 5' 10" OL  | 521118 | Meer afbeeldingen |
| Ziekenzaal | Gezondheidszorg                           | 1875-1900                                                                     |                                                                                            | Bisschop Zwijsenstraat 7                | 51° 33' 12" NB, 5° 5' 10" OL  | 521119 | Upload foto |
| Pastorie van de Sint-Antonius van Paduakerk | Kerkelijke dienstwoning                   | 1911-1913                                                                     | A.A.J. Margry                                                                              | Hoefstraat 201                          | 51° 34' 10" NB, 5° 5' 30" OL  | 521149 | Meer afbeeldingen |
| Voormalige broodbakkerij | Nijverheid                                | 1932                                                                          |                                                                                            | Acaciastraat 23                         | 51° 33' 34" NB, 5° 4' 34" OL  | 521150 | Meer afbeeldingen |
| Politiehuis annex brandspuithuis | Overheidsgebouw                           | 1909                                                                          | Gemeentelijk bedrijf Publieke Werken Tilburg                                               | Besterdplein 40                         | 51° 33' 54" NB, 5° 5' 30" OL  | 521151 | Meer afbeeldingen |
| Missiehuis | Klooster, kloosteronderdeeleel            | 1896-1899                                                                     |                                                                                            | Bredaseweg 204                          | 51° 33' 19" NB, 5° 4' 10" OL  | 521152 | Meer afbeeldingen |
| Watertoren | Nutsbedrijf                               | 1897                                                                          | H.P.N. Halbertsma                                                                          | Bredaseweg 205                          | 51° 33' 23" NB, 5° 4' 9" OL   | 521153 | Meer afbeeldingen |
| Woonhuis in een Nieuw-Historiserende stijl | Woonhuis                                  | 1925-1950                                                                     |                                                                                            | Bredaseweg 321                          | 51° 33' 25" NB, 5° 3' 34" OL  | 521154 | Woonhuis in een Nieuw-Historiserende stijl |
| Buitenhuis deels in eclectische stijl gebouwd | Kasteel, buitenplaats                     | 1884                                                                          |                                                                                            | Bredaseweg 546                          | 51° 33' 36" NB, 5° 1' 4" OL   | 521155 | Meer afbeeldingen |
| Voormalig pakhuis | Opslag                                    | 1919                                                                          |                                                                                            | Broekhovenseweg 130                     | 51° 32' 45" NB, 5° 5' 37" OL  | 521156 | Voormalig pakhuis |
| Pension Mariëngaarde | Sociale zorg, liefdadigh.                 | 1935                                                                          | A.J. Kropholler                                                                            | Burgemeester Damsstraat 15-01           | 51° 33' 14" NB, 5° 3' 39" OL  | 521157 | Meer afbeeldingen |
| Woonhuis met dokterspraktijk | Dienstwoning                              | 1929                                                                          |                                                                                            | Prof. Dondersstraat 20                  | 51° 33' 30" NB, 5° 5' 55" OL  | 521158 | Meer afbeeldingen |
| Landhuis De Blaak | Woonhuis                                  | 1907                                                                          |                                                                                            | Dussenpad 1                             | 51° 32' 57" NB, 5° 2' 39" OL  | 521159 | Meer afbeeldingen |
| Voormalige paraplufabriek gebouwd voor Guillaume Gimbrère | Industrie                                 | 1886                                                                          |                                                                                            | Fabriekstraat 6                         | 51° 33' 32" NB, 5° 4' 55" OL  | 521160 | Meer afbeeldingen |
| Drie woonhuizen | Woonhuis                                  | 1860                                                                          |                                                                                            | Gasthuisring 2                          | 51° 33' 54" NB, 5° 4' 41" OL  | 521161 | Meer afbeeldingen |
| Voormalig brandspuithuis | Overheidsgebouw                           | 1910                                                                          |                                                                                            | Gasthuisring 8                          | 51° 33' 53" NB, 5° 4' 40" OL  | 521162 | Meer afbeeldingen |
| Voormalig woonhuis | Woonhuis                                  | 1897                                                                          |                                                                                            | Gasthuisring 23                         | 51° 33' 48" NB, 5° 4' 38" OL  | 521163 | Meer afbeeldingen |
| Woonhuis in eclectische stijl | Woonhuis                                  | 1861                                                                          |                                                                                            | Goirkestraat 7                          | 51° 34' 31" NB, 5° 4' 58" OL  | 521164 | Woonhuis in eclectische stijl |
| Herenhuis in Eclectische stijl gebouwd voor de wollenstoffenfabrikant                                                                                                  | Woonhuis                                  | 1879                                                                          |                                                                                            | Goirkestraat 69                         | 51° 34' 21" NB, 5° 4' 48" OL  | 521165 | Herenhuis in Eclectische stijl gebouwd voor de wollenstoffenfabrikant                                                                                                  |
| Sint Ignatius | Sociale zorg, liefdadigh.                 | 1842                                                                          |                                                                                            | Goirkestraat 74                         | 51° 34' 19" NB, 5° 4' 51" OL  | 521166 | Meer afbeeldingen |
| Herenhuis, thans in gebruik als kantoor | Woonhuis                                  | 1890                                                                          |                                                                                            | Goirkestraat 82                         | 51° 34' 17" NB, 5° 4' 48" OL  | 521167 | Herenhuis, thans in gebruik als kantoor |
| Herenhuis, gebouwd aan het begin van de 20e eeuw | Woonhuis                                  | 1905                                                                          |                                                                                            | Goirkestraat 84-84a                     | 51° 34' 17" NB, 5° 4' 48" OL  | 521168 | Meer afbeeldingen |
| Standbeeld in neoclassicistische stijl van koning Willem II | Gedenkteken                               | 1852                                                                          | Edouard François Georges                                                                   | Heuvel                                  | 51° 33' 28" NB, 5° 5' 26" OL  | 521169 | Meer afbeeldingen |
| Heilig Hartbeeld | Gedenkteken                               | 1921                                                                          |                                                                                            | Heuvelring 122 (bij)                    | 51° 33' 28" NB, 5° 5' 27" OL  | 521170 | Meer afbeeldingen |
| Jugendstilcafé met bovenwoning | Horeca                                    | 1908                                                                          | Jos. Donders                                                                               | Heuvelring 102                          | 51° 33' 31" NB, 5° 5' 28" OL  | 521171 | Meer afbeeldingen |
| Jugendstil woonhuis | Woonhuis                                  | 1908                                                                          | Jos. Donders                                                                               | Heuvelring 104                          | 51° 33' 30" NB, 5° 5' 27" OL  | 521172 | Meer afbeeldingen |
| Pastorie | Kerkelijke dienstwoning                   | 1700-1800                                                                     |                                                                                            | Heuvelring 124                          | 51° 33' 27" NB, 5° 5' 28" OL  | 521173 | Meer afbeeldingen |
| Winkel | Winkel                                    | 1924                                                                          |                                                                                            | Heuvelstraat 68                         | 51° 33' 21" NB, 5° 5' 12" OL  | 521174 | Meer afbeeldingen |
| Winkel | Winkel                                    | 1909                                                                          | W. Welsing                                                                                 | Heuvelstraat 111                        | 51° 33' 19" NB, 5° 5' 3" OL   | 521175 | Meer afbeeldingen |
| Winkel-woonhuis | Winkel                                    | 1909                                                                          | Jos. Donders                                                                               | Heuvelstraat 113                        | 51° 33' 19" NB, 5° 5' 2" OL   | 521176 | Meer afbeeldingen |
| Winkel-woonhuis in de stijl van de jugendstil | Winkel                                    | 1909                                                                          | F. de Beer                                                                                 | Heuvelstraat 115                        | 51° 33' 19" NB, 5° 5' 2" OL   | 521177 | Meer afbeeldingen |
| Winkel-woonhuis in eclectische stijl | Winkel                                    | 1874                                                                          |                                                                                            | Heuvelstraat 121-121a                   | 51° 33' 19" NB, 5° 5' 1" OL   | 521178 | Meer afbeeldingen |
| Dubbele woonhuis in strakke expressionistische stijl | Woonhuis                                  | 1930                                                                          | Jos Schijvens                                                                              | Hyacintstraat 13-15                     | 51° 33' 52" NB, 5° 5' 48" OL  | 521179 | Meer afbeeldingen |
| Drie arbeiderswoningen | Woonhuis                                  | 1875-1900                                                                     |                                                                                            | St. Josephstraat 42                     | 51° 33' 20" NB, 5° 6' 7" OL   | 521180 | Meer afbeeldingen |
| Villa voor de fabrikant Frans van Dooren in expressionistische stijl                                                                                                   | Woonhuis                                  | 1921                                                                          |                                                                                            | St. Josephstraat 105                    | 51° 33' 22" NB, 5° 5' 54" OL  | 521181 | Meer afbeeldingen |
| Blok woonhuizen, oorspronkelijk met een werkplaats | Woonhuis                                  | 1900                                                                          |                                                                                            | St. Josephstraat 115                    | 51° 33' 24" NB, 5° 5' 47" OL  | 521182 | Meer afbeeldingen |
| Fraterhuis Petrus Donders | Klooster, kloosteronderdeeleel            | 1934                                                                          |                                                                                            | Kardinaal de Jongplein 15               | 51° 34' 20" NB, 5° 5' 1" OL   | 521183 | Meer afbeeldingen |
| Casa Cara (156) / Villa Anna (158) | Woonhuis                                  | 1902                                                                          |                                                                                            | Lange Nieuwstraat 156                   | 51° 33' 45" NB, 5° 5' 10" OL  | 521184 | Meer afbeeldingen |
| Eclectisch woon-winkelpand | Werk-woonhuis                             | 1885                                                                          |                                                                                            | Monumentstraat 6                        | 51° 33' 19" NB, 5° 5' 8" OL   | 521185 | Meer afbeeldingen |
| Voormalige steenhouwerij met toonzaal, kantoor en werkruimte | Nijverheid                                | ca. 1910                                                                      |                                                                                            | Langestraat 80                          | 51° 33' 26" NB, 5° 5' 2" OL   | 521186 | Meer afbeeldingen |
| Winkel-woonhuis | Werk-woonhuis                             | 1908                                                                          |                                                                                            | Nieuwlandstraat 8                       | 51° 33' 25" NB, 5° 4' 55" OL  | 521187 | Winkel-woonhuis |
| Eclectisch herenhuis gebouwd voor de wijnkopersfamilie | Woonhuis                                  | 1894                                                                          |                                                                                            | Nieuwlandstraat 38                      | 51° 33' 22" NB, 5° 4' 57" OL  | 521188 | Eclectisch herenhuis gebouwd voor de wijnkopersfamilie |
| Slagerij met winkel en bovenwoning | Nijverheid                                | 1922                                                                          | Ide Bloem                                                                                  | Nieuwlandstraat 47a en b                | 51° 33' 21" NB, 5° 4' 56" OL  | 521189 | Meer afbeeldingen |
| Voormalig woonhuis | Woonhuis                                  | 1920                                                                          |                                                                                            | Nieuwlandstraat 48                      | 51° 33' 21" NB, 5° 4' 58" OL  | 521190 | Voormalig woonhuis |
| Woonhuis | Woonhuis                                  | 1910                                                                          |                                                                                            | Noordstraat 91                          | 51° 33' 30" NB, 5° 4' 50" OL  | 521191 | Woonhuis |
| Tilburgse spaarbank | Handel en kantoor                         | 1910                                                                          |                                                                                            | Noordstraat 123                         | 51° 33' 27" NB, 5° 4' 52" OL  | 521192 | Meer afbeeldingen |
| Voormalig warenhuis met bovenwoning in art-nouveau | Winkel                                    | 1900                                                                          |                                                                                            | Oude Markt 2                            | 51° 33' 19" NB, 5° 5' 4" OL   | 521193 | Meer afbeeldingen |
| Klooster gewijd Sint Liduina van Schiedam | Klooster, kloosteronderdeeleel            | ca. 1935-1936 1938 (verb.) 1949 (verb.) 1988 (verb.)                          |                                                                                            | Pelgrimsweg 40                          | 51° 33' 36" NB, 5° 6' 20" OL  | 521194 | Meer afbeeldingen |
| Woonhuis in de art-nouveaustijl | Woonhuis                                  | 1904                                                                          |                                                                                            | Poststraat 31                           | 51° 33' 33" NB, 5° 5' 5" OL   | 521195 | Woonhuis in de art-nouveaustijl |
| Margarita Maria Alacoque kerk | Kerk en kerkonderdeel                     | 1922                                                                          | Henricus Bonsel                                                                            | Ringbaan West 300                       | 51° 33' 10" NB, 5° 3' 46" OL  | 521196 | Meer afbeeldingen |
| Kromhoutkazerne (hoofdgebouw) | Militair verblijfsgebouw                  | 1913                                                                          |                                                                                            | Henriette Ronnerstraat 1                | 51° 33' 19" NB, 5° 4' 4" OL   | 521197 | Meer afbeeldingen |
| Twee voormalige woonhuizen in neo-renaissance stijl met art nouveau details                                                                                            | Woonhuis                                  | 1904                                                                          |                                                                                            | Spoorlaan 330-332                       | 51° 33' 34" NB, 5° 5' 23" OL  | 521198 | Meer afbeeldingen |
| Voormalig woonhuis gebouwd in eclectische stijl | Woonhuis                                  | 1902                                                                          |                                                                                            | Spoorlaan 382                           | 51° 33' 35" NB, 5° 5' 8" OL   | 521199 | Meer afbeeldingen |
| Twee voormalige woonhuizen met overbouwde inrijpoort in Eclectische stijl met Art Nouveau detail                                                                       | Woonhuis                                  | 1906                                                                          |                                                                                            | Spoorlaan 386                           | 51° 33' 35" NB, 5° 5' 8" OL   | 521200 | Meer afbeeldingen |
| Hotel annex café en restaurant 'Mulder' in expressionistische stijl | Horeca                                    | 1932                                                                          |                                                                                            | Spoorlaan 422                           | 51° 33' 36" NB, 5° 4' 58" OL  | 521201 | Meer afbeeldingen |
| Voormalige woonhuis | Woonhuis                                  | 1902                                                                          |                                                                                            | Spoorlaan 424                           | 51° 33' 36" NB, 5° 4' 58" OL  | 521202 | Meer afbeeldingen |
| Voormalige woonhuis in Neo-Renaissance stijl | Woonhuis                                  | 1903                                                                          | A.J. Blomjous                                                                              | Spoorlaan 428                           | 51° 33' 36" NB, 5° 4' 56" OL  | 521203 | Voormalige woonhuis in Neo-Renaissance stijl |
| Villa Constance | Woonhuis                                  | 1902                                                                          | Jan van der Valk                                                                           | Spoorlaan 432                           | 51° 33' 36" NB, 5° 4' 55" OL  | 521204 | Meer afbeeldingen |
| Voormalige ambachtsschool in eclectische en rationalistische bouwstijl                                                                                                 | Onderwijs en wetenschap                   | 1880-1904                                                                     |                                                                                            | Spoorlaan 434                           | 51° 33' 35" NB, 5° 4' 52" OL  | 521205 | Meer afbeeldingen |
| Villa Joseph | Woonhuis                                  | 1897                                                                          |                                                                                            | Spoorlaan 436                           | 51° 33' 36" NB, 5° 4' 52" OL  | 521206 | Meer afbeeldingen |
| Villa Desiré | Woonhuis                                  | 1897                                                                          |                                                                                            | Spoorlaan 438                           | 51° 33' 36" NB, 5° 4' 51" OL  | 521207 | Meer afbeeldingen |
| Woonhuis met kantoor en koetshuis | Woonhuis                                  | derde kwart 19e eeuw                                                          |                                                                                            | Stationsstraat 5                        | 51° 33' 35" NB, 5° 4' 58" OL  | 521208 | Meer afbeeldingen |
| Voormalig woonhuis in Eclectische stijl | Woonhuis                                  | 1898                                                                          | A.J. Blomjous                                                                              | Stationsstraat 25                       | 51° 33' 32" NB, 5° 4' 56" OL  | 521209 | Meer afbeeldingen |
| Herenhuis in Eclectische stijl | Woonhuis                                  | 1889                                                                          |                                                                                            | Stationsstraat 32                       | 51° 33' 29" NB, 5° 4' 56" OL  | 521210 | Meer afbeeldingen |
| Herenhuis | Woonhuis                                  | 1870                                                                          |                                                                                            | Stationsstraat 34                       | 51° 33' 28" NB, 5° 4' 56" OL  | 521211 | Meer afbeeldingen |
| Voormalig bankgebouw in art nouveau, van de geldersche credietvereeniging                                                                                              | Handel en kantoor                         | 1903                                                                          |                                                                                            | Stationsstraat 41                       | 51° 33' 30" NB, 5° 4' 53" OL  | 521212 | Meer afbeeldingen |
| Voormalig rijksbelastingkantoor in eclectische stijl | Overheidsgebouw                           | 1904                                                                          |                                                                                            | Stationsstraat 45                       | 51° 33' 29" NB, 5° 4' 54" OL  | 521213 | Meer afbeeldingen |
| Voormalig cultureel en vergadercentrum met kantoor en twee dienstwoningen                                                                                              | Vergadering en vereniging                 | 1898                                                                          |                                                                                            | Tuinstraat 66                           | 51° 33' 26" NB, 5° 5' 3" OL   | 521214 | Meer afbeeldingen |
| Blok winkel-woonhuizen werd gebouwd in | Winkel                                    | 1890                                                                          |                                                                                            | Tuinstraat 104                          | 51° 33' 26" NB, 5° 4' 56" OL  | 521215 | Blok winkel-woonhuizen werd gebouwd in |
| Woonhuis met atelier | Woonhuis                                  | 1907                                                                          | Jan van der Valk                                                                           | Tuinstraat 112                          | 51° 33' 26" NB, 5° 4' 56" OL  | 521216 | Meer afbeeldingen |
| Patronaat St. Joseph | Vergadering en vereniging                 | 1924                                                                          | Jos. Donders                                                                               | Veemarktstraat 33                       | 51° 33' 29" NB, 5° 5' 31" OL  | 521217 | Meer afbeeldingen |
| Standbeeld Petrus Donders | Gedenkteken                               | 1926                                                                          |                                                                                            | Wilhelminapark 64                       | 51° 34' 2" NB, 5° 4' 39" OL   | 521218 | Meer afbeeldingen |
| Fabrikantenvilla | Woonhuis                                  | 1929-1930                                                                     |                                                                                            | Wilhelminapark 31                       | 51° 33' 56" NB, 5° 4' 39" OL  | 521219 | Meer afbeeldingen |
| Dubbel herenhuis met overbouwde poort in de stijl van de neo-renaissance                                                                                               | Woonhuis                                  | 1907                                                                          |                                                                                            | Wilhelminapark 36                       | 51° 33' 54" NB, 5° 4' 39" OL  | 521220 | Meer afbeeldingen |
| Jugendstil melksalon met terras en directiewoning | Horeca Bedrijfs-, fabriekswoning          | 1914                                                                          | Jos. Donders                                                                               | Wilhelminapark 63                       | 51° 33' 59" NB, 5° 4' 50" OL  | 521221 | Meer afbeeldingen |
| Jugendstil herenhuis met praktijk | Woonhuis                                  | 1910                                                                          |                                                                                            | Wilhelminapark 124                      | 51° 34' 2" NB, 5° 4' 40" OL   | 521222 | Meer afbeeldingen |
| Voormalig sociëteitsgebouw annex schouwburg en concertzaal, in eclectische stijl                                                                                       | Vergadering en vereniging                 | 1887                                                                          |                                                                                            | Willem II Straat 29                     | 51° 33' 30" NB, 5° 5' 10" OL  | 521223 | Meer afbeeldingen |
| Woonhuis in eclectische stijl | Woonhuis                                  | 1885                                                                          |                                                                                            | Willem II Straat 31                     | 51° 33' 29" NB, 5° 5' 10" OL  | 521224 | Meer afbeeldingen |
| Woonhuis in eclectische stijl | Woonhuis                                  | 1885                                                                          |                                                                                            | Willem II Straat 39                     | 51° 33' 28" NB, 5° 5' 10" OL  | 521225 | Woonhuis in eclectische stijl |
| Voormalig herenhuis in eclectische stijl met neoclassicistische en barokke motieven                                                                                    | Woonhuis                                  | 1897                                                                          |                                                                                            | Willem II Straat 45                     | 51° 33' 26" NB, 5° 5' 11" OL  | 521226 | Meer afbeeldingen |
| Voormalige herenhuis in Eclectische stijl | Woonhuis                                  | ca. 1872                                                                      |                                                                                            | Willem II Straat 47                     | 51° 33' 25" NB, 5° 5' 9" OL   | 521227 | Meer afbeeldingen |
| Voormalig pakhuis annex magazijn en kantoor | Opslag                                    | 1915-1919                                                                     | Jan van Teeffelen (Rotterdam) en P. de Nijs Czn. (Bergen op Zoom)                          | IJzerstraat 3                           | 51° 33' 30" NB, 5° 5' 13" OL  | 521228 | Meer afbeeldingen |
| Herenhuis in Art Nouveau | Woonhuis                                  | 1899-1900                                                                     | Jan van der Valk                                                                           | Zomerstraat 11                          | 51° 33' 17" NB, 5° 4' 49" OL  | 521229 | Herenhuis in Art Nouveau |
| Voormalig woonhuis | Woonhuis                                  | 1874                                                                          |                                                                                            | Willem II Straat 55                     | 51° 33' 24" NB, 5° 5' 12" OL  | 521230 | Meer afbeeldingen |
| Jugendstil dubbele boven-benedenwoning | Woonhuis                                  | 1911                                                                          | Jos. Donders                                                                               | Wilhelminapark 13-13a                   | 51° 34' 1" NB, 5° 4' 36" OL   | 521231 | Jugendstil dubbele boven-benedenwoning |
| Voormalig winkel-warenhuis in expressionistische stijl | Winkel                                    | 1933                                                                          |                                                                                            | Gasthuisring 5                          | 51° 33' 52" NB, 5° 4' 39" OL  | 521242 | Meer afbeeldingen |
| Fabrikantenwoonhuis | Woonhuis                                  | 1905                                                                          |                                                                                            | Gasthuisring 37                         | 51° 33' 45" NB, 5° 4' 38" OL  | 521245 | Meer afbeeldingen |
| Fabrikantenhuis met kantoor | Woonhuis                                  | derde kwart 19e eeuw                                                          |                                                                                            | Korvelplein 8                           | 51° 32' 56" NB, 5° 4' 10" OL  | 521246 | Fabrikantenhuis met kantoor |
| Grafmonument van Marietje Kessels | Begraafplaats en -onderdl                 | 1903                                                                          | V. Barette                                                                                 | Bredaseweg 45                           | 51° 33' 22" NB, 5° 4' 36" OL  | 525874 | Meer afbeeldingen |
| Begraafplaats Binnenplaats: Grafmonument van de familie Moller-Bourgonjon                                                                                              | Begraafplaats en -onderdl                 | ca. 1940                                                                      | Gerard Bourgonjon                                                                          | Bredaseweg 45                           | 51° 33' 22" NB, 5° 4' 36" OL  | 525875 | Meer afbeeldingen |
| Begraafplaats Binnenplaats: Grafmonument van Carolina van Kalken | Begraafplaats en -onderdl                 | ca. 1895                                                                      |                                                                                            | Bredaseweg 45                           | 51° 33' 22" NB, 5° 4' 36" OL  | 525876 | Meer afbeeldingen |
| Begraafplaats Binnenplaats: Grafmonument van de familie Donders | Begraafplaats en -onderdl                 | ca. 1905                                                                      | Jan Custers                                                                                | Bredaseweg 45                           | 51° 33' 22" NB, 5° 4' 36" OL  | 525877 | Meer afbeeldingen |
| Begraafplaats Binnenplaats: Grafmonument van het echtpaar Brouwers-Sopers                                                                                              | Begraafplaats en -onderdl                 | 1913                                                                          | A. Wesel                                                                                   | Bredaseweg 45                           | 51° 33' 22" NB, 5° 4' 36" OL  | 525878 | Meer afbeeldingen |
| Begraafplaats Binnenplaats: Grafmonument van W.P.A. Mutsaers | Begraafplaats en -onderdl                 | 1908                                                                          | Michiel van Bokhoven                                                                       | Bredaseweg 45                           | 51° 33' 22" NB, 5° 4' 36" OL  | 525879 | Meer afbeeldingen |
| Begraafplaats Binnenplaats: Grafmonument van A.N. Pollet | Begraafplaats en -onderdl                 | 1905                                                                          |                                                                                            | Bredaseweg 45                           | 51° 33' 22" NB, 5° 4' 36" OL  | 525881 | Meer afbeeldingen |
| Begraafplaats Binnenplaats: Grafkapel van de familie Mutsaerts | Begraafplaats en -onderdl                 | 1905                                                                          | Ernest Salu                                                                                | Bredaseweg 45                           | 51° 33' 20" NB, 5° 4' 40" OL  | 525882 | Meer afbeeldingen |
| Begraafplaats Binnenplaats: Grafmonument van Anna Wouters | Begraafplaats en -onderdl                 |                                                                               | A. van Os                                                                                  | Bredaseweg 45                           | 51° 33' 22" NB, 5° 4' 36" OL  | 525883 | Begraafplaats Binnenplaats: Grafmonument van Anna Wouters |
| Begraafplaats Binnenplaats: dubbele grafmonument van de kinderen van Sträter                                                                                           | Begraafplaats en -onderdl                 | 1876                                                                          |                                                                                            | Bredaseweg 45                           | 51° 33' 22" NB, 5° 4' 36" OL  | 525884 | Meer afbeeldingen |
| Begraafplaats Binnenplaats: Grafmonument van de familie De Beer-Wouters                                                                                                | Begraafplaats en -onderdl                 | 1858                                                                          | Firma L. Petit                                                                             | Bredaseweg 45                           | 51° 33' 22" NB, 5° 4' 36" OL  | 525885 | Meer afbeeldingen |
| Begraafplaats Binnenplaats: Grafmonument van de familie Bronsgeest-van de Broek                                                                                        | Begraafplaats en -onderdl                 | ca. 1915                                                                      | L. Petit                                                                                   | Bredaseweg 45                           | 51° 33' 22" NB, 5° 4' 36" OL  | 525886 | Meer afbeeldingen |
| Begraafplaats Binnenplaats: Grafmonument van het echtpaar Franken-De Beer                                                                                              | Begraafplaats en -onderdl                 | 1925                                                                          | L. Petit                                                                                   | Bredaseweg 45                           | 51° 33' 22" NB, 5° 4' 36" OL  | 525887 | Meer afbeeldingen |
| Grafkapel van de familie Van Spaendonck-Brouwers | Begraafplaats en -onderdl                 | 1925                                                                          | Firma L. Petit                                                                             | Bredaseweg 45                           | 51° 33' 20" NB, 5° 4' 40" OL  | 525888 | Meer afbeeldingen |
| Grafmonument van Gustave Mutsaerts | Begraafplaats en -onderdl                 | 1901                                                                          |                                                                                            | Bredaseweg 45                           | 51° 33' 22" NB, 5° 4' 36" OL  | 525889 | Upload foto |
| Grafmonument van René Mutsaerts | Begraafplaats en -onderdl                 |                                                                               | Firma L. Petit                                                                             | Bredaseweg 45                           | 51° 33' 22" NB, 5° 4' 36" OL  | 525890 | Meer afbeeldingen |
| Grafmonument van Carolus Cornelis Pessers | Begraafplaats en -onderdl                 |                                                                               | Firma L. Petit                                                                             | Bredaseweg 45                           | 51° 33' 22" NB, 5° 4' 36" OL  | 525891 | Meer afbeeldingen |
| Theehuis bij Mariënhof | Horeca                                    | 1917                                                                          | J.W. Hanrath                                                                               | Bredaseweg 387                          | 51° 33' 29" NB, 5° 2' 52" OL  | 525946 | Meer afbeeldingen |
| Geboortehuis van Peerke Donders | Woonhuis                                  | 1931                                                                          | H. Frankefort                                                                              | Peerke Donderspark 2                    | 51° 35' 36" NB, 5° 5' 32" OL  | 525947 | Meer afbeeldingen |
| Fabrikantenvilla: garage | Onderdeel woningen e.d.                   | 1919                                                                          |                                                                                            | St. Josephstraat bij 122                | 51° 33' 22" NB, 5° 5' 45" OL  | 526043 | Meer afbeeldingen |
| Sluizencomplex Dongensekanaaldijk | Bedieningsgebouw                          | 1917                                                                          |                                                                                            | Dongensekanaaldijk 7B                   | 51° 34' 54" NB, 5° 2' 7" OL   | 526118 | Upload foto |
| Sluizencomplex Dongensekanaaldijk | Dienstwoning                              | 1917                                                                          |                                                                                            | Dongensekanaaldijk 5                    | 51° 34' 54" NB, 5° 2' 7" OL   | 526119 | Upload foto |
| Complex Zusters van Liefde: uitbreiding van het oude kloosterdeel | Klooster, kloosteronderdeeleel            | 1882                                                                          |                                                                                            | Oudedijk 1-9                            | 51° 33' 8" NB, 5° 5' 4" OL    | 526126 | Upload foto |
| Complex Zusters van Liefde: vier aaneengebouwde kapellen | Kapel                                     | 1857                                                                          |                                                                                            | Oudedijk 1-9                            | 51° 33' 8" NB, 5° 5' 4" OL    | 526127 | Upload foto |
| Kapel, gebouwd in een expressionistische stijl | Kapel                                     | 1933                                                                          | C. Panis                                                                                   | Frater Mattheushof 40                   | 51° 33' 11" NB, 5° 4' 32" OL  | 526128 | Meer afbeeldingen |
| Processiepark Peerke Donderspark | Tuin, park en plantsoen                   | 1923                                                                          |                                                                                            | bij Peerke Donderspark 1                | 51° 35' 36" NB, 5° 5' 33" OL  | 526136 | Meer afbeeldingen |
| Rechts van de boerderij staat haaks een varkensstal annex schuur | Boerderij                                 | 1912                                                                          |                                                                                            | Oude Hilvarenbeekseweg 38               | 51° 32' 27" NB, 5° 5' 58" OL  | 526138 | Upload foto |
| Karnmolen | Boerderij                                 | 1850-1900                                                                     |                                                                                            | bij Oude Hilvarenbeekseweg 38           | 51° 32' 27" NB, 5° 5' 58" OL  | 526139 | Upload foto |
| Erfafscheiding | Erfscheiding van het St. Dionysiuskerkhof | 1903                                                                          |                                                                                            | Goirkestraat bij 68                     | 51° 34' 22" NB, 5° 4' 54" OL  | 526140 | Meer afbeeldingen |
| Complex H. Dionijsius: graf Janssens-van Spaendonck | Begraafplaats en -onderdl                 | 1922                                                                          |                                                                                            | Goirkestraat 68                         | 51° 34' 22" NB, 5° 4' 54" OL  | 526141 | Upload foto |
| Complex H. Dionijsius: graf kinderen de Beer-Eras | Begraafplaats en -onderdl                 | 1899                                                                          |                                                                                            | Goirkestraat 68                         | 51° 34' 22" NB, 5° 4' 54" OL  | 526142 | Upload foto |
| Norbertijnerpoort | pastorie                                  | 1718-1724                                                                     |                                                                                            | Norbertijnerpoort 1                     | 51° 34' 20" NB, 5° 4' 52" OL  | 526143 | Meer afbeeldingen |
| Boerderij | Boerderij                                 | 1747                                                                          |                                                                                            | Broekstraat 6                           | 51° 33' 37" NB, 5° 7' 10" OL  | 526901 | Upload foto |
| Erf, tuinmuur en -hek bij fabrikantenvilla | Tuin, park en plantsoen                   |                                                                               |                                                                                            | St. Josephstraat bij 122                | 51° 33' 22" NB, 5° 5' 45" OL  | 528037 | Meer afbeeldingen |
| Bejaardenhuis met kapel en groenhoven Sint Jozefzorg | Gezondheidszorg                           | 1949-1951                                                                     | Jos. Bedaux                                                                                | Ringbaan-Zuid 93-01                     | 51° 32' 55" NB, 5° 6' 6" OL   | 530935 | Meer afbeeldingen |
| Station | Transport                                 | 1965                                                                          | K. van der Gaast                                                                           | Stationspassage 5                       | 51° 33' 38" NB, 5° 5' 1" OL   | 532141 | Meer afbeeldingen |
| Kapel Onze Lieve Vrouw ter Nood | Kapel                                     | 1963                                                                          | Jos Schijvens                                                                              | Kapelhof 6                              | 51° 33' 18" NB, 5° 5' 1" OL   | 532157 | Meer afbeeldingen |
| Schouwburg | Welzijn, kunst en cultuur                 | 1961                                                                          | B. Bijvoet en G. Holt                                                                      | Stadhuisplein 42                        | 51° 33' 15" NB, 5° 5' 2" OL   | 532169 | Meer afbeeldingen |
| Aula Universiteit | Onderwijs en wetenschap                   | 1962                                                                          | Jos. Bedaux                                                                                | Warandelaan 2                           | 51° 33' 43" NB, 5° 2' 32" OL  | 526901 | Meer afbeeldingen |